# Campeonato Mundial de Esgrima de 2004
O Campeonato Mundial de Esgrima de 2004 foi a 66ª edição do torneio organizado pela Federação Internacional de Esgrima (FIE) no dia 11 de junho de 2004. O evento foi realizado em Nova Iorque, Estados Unidos, reunindo apenas eventos não olímpicos. 

## Resultados
Os resultados foram os seguintes. 
Feminino
| Evento             | Ouro                                                                                       | Prata                                                                           | Bronze                                                                                    |
| Florete por equipe | Itália · Margherita Granbassi · Giovanna Trillini · Valentina Vezzali · Elisa Di Francisca | Roménia · Roxana Scarlat · Laura Badea · Cristina Stahl                         | Polónia · Sylwia Gruchała · Magdalena Mroczkiewicz · Anna Rybicka · Małgorzata Wojtkowiak |
| Sabre por equipe   | Rússia · Sofiya Velikaya · Yekaterina Fedorkina · Yelena Nechayeva                         | Estados Unidos · Emma Baratta · Emily Jacobson · Sada Jacobson · Mariel Zagunis | França · Anne-Lise Touya · Léonore Perrus · Cécile Argiolas                               |

## Quadro de medalhas
País sede
| Ordem | País           | Medalha de ouro | Medalha de prata | Medalha de bronze |   |
| ----- | -------------- | --------------- | ---------------- | ----------------- | - |
| 1     | Itália         | 1               |                  |                   | 1 |
|       | Rússia         | 1               |                  |                   | 1 |
| 3     | Roménia        |                 | 1                |                   | 1 |
|       | Estados Unidos |                 | 1                |                   | 1 |
| 5     | França         |                 |                  | 1                 | 1 |
|       | Polónia        |                 |                  | 1                 | 1 |
| TOTAL | TOTAL          | 2               | 2                | 2                 | 6 |